# شيموس فينيغان
شيموس فينيغان (بالإنجليزية: Seamus Finnegan)‏ (1 مارس 1949، بلفاست في المملكة المتحدة)؛ روائي بريطاني.